# Palácio do Parlamento da Bretanha

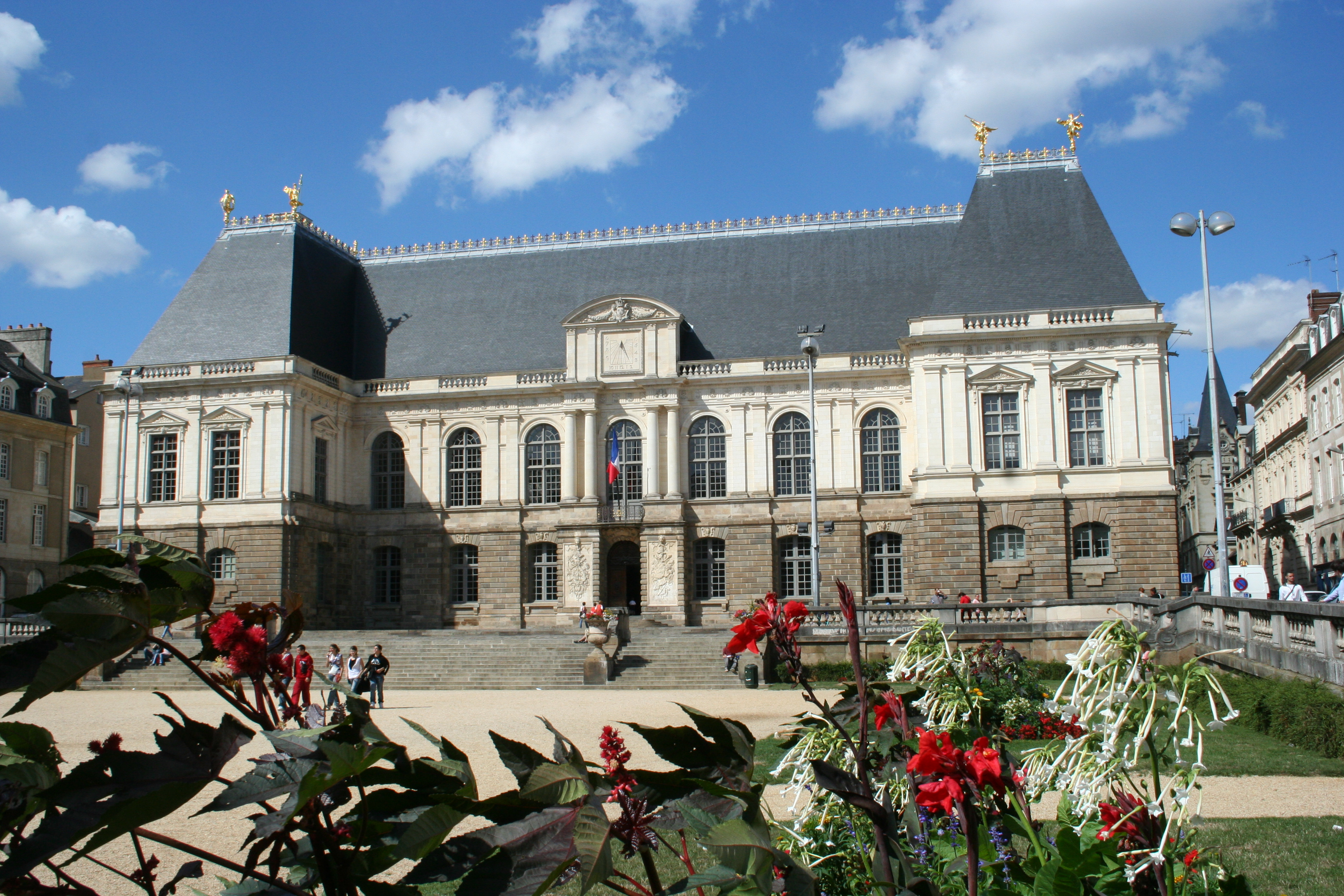
Vista do palácio

O Palácio do Parlamento da Bretanha, mais tarde conhecido como Palácio da Justiça, é um edifício em Rennes (França).
Foi construído em 1604, projetado pelo arquiteto Salomon de Brosse, e foi a sede do Parlamento da Bretanha desde a sua construção até 1790.
Desde 1804 que alberga o tribunal de apelação da cidade. Danificado durante um incêndio em 1994, foi posteriormente restaurado.
Pode ser considerada a primeira verdadeira obra da classicismo barroco francesa.
De facto, em comparação com os palácios até então construídos, as alas assumem aqui menor importância, enquanto o centro da fachada é sublinhado por dois pares de colunas gémeas sobre as quais assenta um frontão redondo, de modo a sublinhar o eixo central do edifício.